# Saccione
Il Saccione è un torrente italiano.

## Il corso del torrente
Nasce in una zona compresa tra Montelongo e Montorio nei Frentani ed è lungo circa 38 km. Alla sorgente raccoglie le acque di diversi piccoli affluenti, bagnando così nei suoi primi chilometri i territori Molisani di Montelongo, Rotello, per poi stabilizzarsi, nella zona pianeggiante più a valle, per un buon tratto, come confine tra il Molise e la Puglia. Sfocia nell'Adriatico tramite un bacino artificiale o piuttosto un largo canale adattato come porticciolo per piccole imbarcazioni e barche da diporto. Oltre a Montelongo e Rotello, il Saccione tocca i confini dei territori dei comuni molisani di San Martino in Pensilis e Campomarino, e quelli pugliesi di Serracapriola e Chieuti. Non attraversa nessun centro abitato.

## Caratteri idrologici
Il bacino indrografico del torrente Saccione è modesto ed ha una portata molto minore del Cigno, affluente del Biferno. D'estate il suo corso d'acqua diventa poco più che un rigagnolo.

## Affluenti
Gli affluenti di sinistra del Saccione sono il vallone della Pila (in territorio di Ururi), il vallone della Sapestra, il vallone Reale e il vallone Sassani (questi ultimi due in territorio di San Martino in Pensilis).
Mentre l'unico importante affluente di destra è il vallone delle Cannucce.

## Storia
Il suo nome viene spesso associato a Cliternia, antica città Frentana, poi romana. Anticamente il Saccione attraversava una vasta area boschiva che da Ramitelli arrivava fino a Rotello, consentendo una portata possibilmente molto maggiore di quella attuale.

## Fauna
Tra le specie ittiche che vivono nel torrente e che meritano di particolare protezione vi è l'alborella appenninica (Alburnus albidus).